# Citocrom

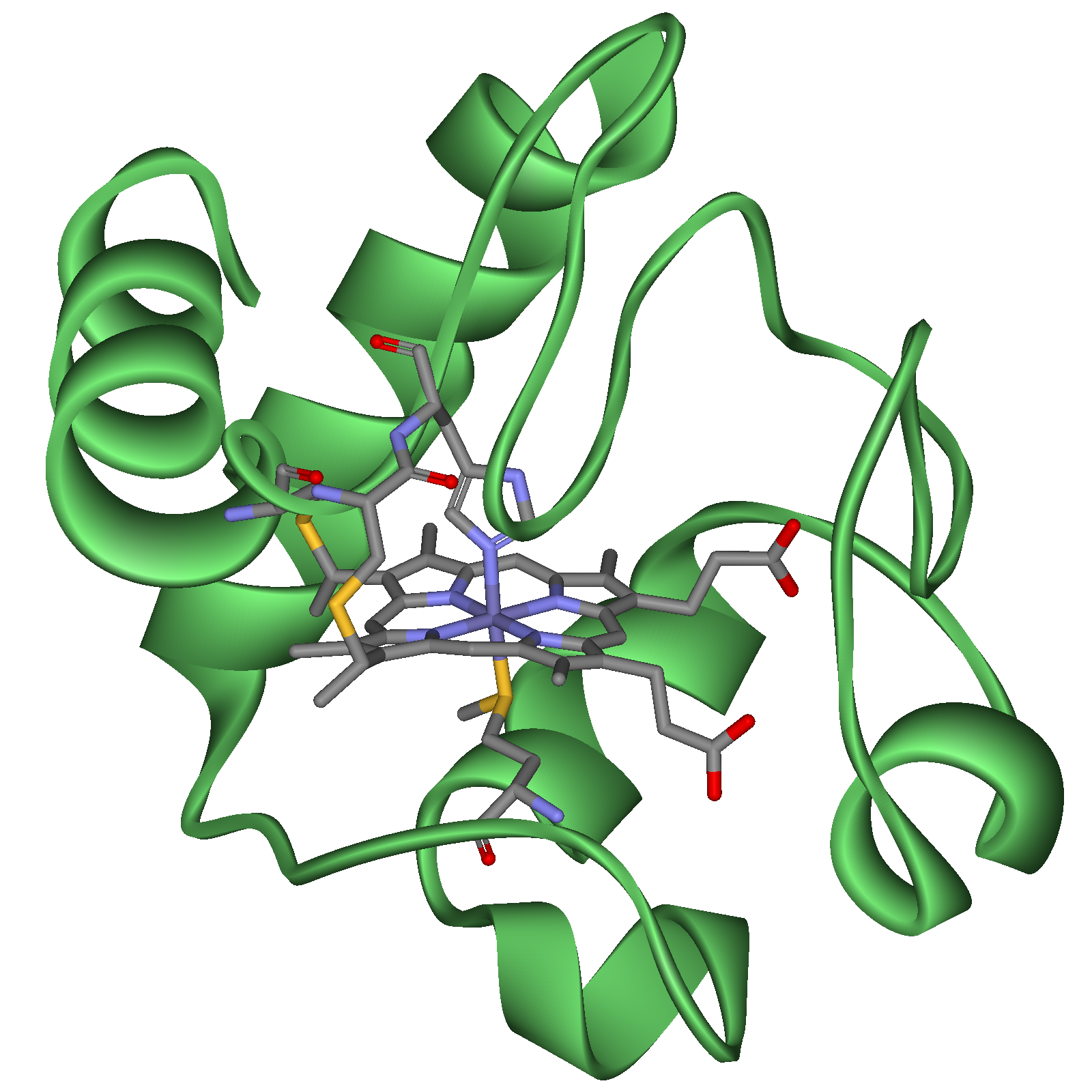
Citocrom c amb hemo c.

Els citocroms (en anglès: Cytochromes) són proteïnes que contenen grups hemo com a cofactor. Es classifiquen segons el tipus d'hemo i la forma en que s'uneixen. Quatre varietats són reconegudes per la IUBMB, els citocroms a, els citocroms b, els citocroms c i el citocrom d. La funció del citocrom està relacionada amb la reacció redox reversible de l'estat d'oxidació del ferro (II) al ferro (III) que es troba en el nucli hemo. A més de la classificació per part de la IUBMB en quatre classes de citocrom, es poden trobar diverses classificacions addicionals en la bibliografia bioquímica com el citocrom o i el citocrom P450 
Es troben o bé en subunitats monomèriques de proteïnes (per exemple el citicrom c) o com subunitats de proteïnes en complexos enzimàtics més grans que catalitzen reaccions químiques redox. Es troben en els mitocondris en les seves membranes internes i en el reticle endoplasmàtic dels organismes eucariotes, dins dels cloroplasts de les plantes, en els microorganismes fotosintètics i en bacteris..

## Història
Els citocroms van ser descrits primer com pigments respiratoris per MacMunn l'any 1884. A la dècada de 1920 aquests van ser redescoberts per Keilin i els va anomenar citocroms, que vol dir "pigments cel·lulars", i els va classificar com a hemoproteïnes

## Estructura i funció
En molts ions l'ió metall que envolta el grup hemo present és el ferro el qual s'interconverteix entre els estats de Fe2+ (reduït) i Fe3+ (oxidat) o entre Fe2+ (reduït) i Fe3+ (formal, oxidat). Els citocroms són capaços de fer l'oxidació i la reducció a la màxima eficiència en trobar-se en les membranes.
En el procés de la fosforilació oxidativa (principal procés energètic en els organismes aerobis) es genera ATP per als processos que requereixin energia.

## Tipus
| Tipus      | grup prostètic                |
| Citocrom a | hemo a                        |
| Citocrom b | hemo b                        |
| Citocrom d | quelat tetrapirròlic de ferro |

En els mitocondris i els cloroplasts els citocroms sovint apareixen combinats en cadenes de transport d'electrons i vies metabòliques relacionades:
| Citocroms | Combinació                                       |
| a i a₃    | Citocrom c oxidasa ("Complex IV")                |
| b i c1    | Coenzim Q - citocrom c reductasa ("Complex III") |
| b₆ i f    | Plastoquinol—plastocianin reductasa              |

Una família completament diferent de citocroms és la citocrom P450 oxidasa. Aquests enzims estan implicats en la esteroidegènesi i la destoxicació.